# Stora Åktjärnen
Stora Åktjärnen är en sjö i Ånge kommun i Medelpad och ingår i Ljungans huvudavrinningsområde. Sjön är 7,5 meter djup, har en yta på 0,0499 kvadratkilometer och befinner sig 243 meter över havet.

## Delavrinningsområde
Stora Åktjärnen ingår i det delavrinningsområde (693903-151915) som SMHI kallar för Ovan Kilbäcken. Medelhöjden är 253 meter över havet och ytan är 10,62 kvadratkilometer. Räknas de 2 avrinningsområdena uppströms in blir den ackumulerade arean 34,02 kvadratkilometer. Skärvån som avvattnar avrinningsområdet har biflödesordning 3, vilket innebär att vattnet flödar genom totalt 3 vattendrag innan det når havet efter 86 kilometer. Avrinningsområdet består mestadels av skog (89 procent). Avrinningsområdet har 0,2 kvadratkilometer vattenytor vilket ger det en sjöprocent på 1,9 procent.